# پائولو بورلی
پائولو بورلی (انگلیسی: Paolo Borelli؛ زادهٔ ۲۲ فوریهٔ ۱۹۵۸) بازیکن فوتبال اهل ایتالیا است.
از باشگاه‌هایی که در آن بازی کرده‌است می‌توان به باشگاه فوتبال اسپتزیا، باشگاه فوتبال آ.اس. رم، باشگاه فوتبال دلفینو پسکارا، و باشگاه فوتبال پارما اشاره کرد.